# Кевін Мюллер
Кевін Мюллер (нім. Kevin Müller, нар. 15 березня 1991, Росток, Німеччина) — німецький футболіст, воротар «Гайденгайма».

## Ігрова кар'єра

### Клубна
Кевін Мюллер є вихованцем клубної школи «Ганзи» з міста Росток. Починаючи з 2010 року воротаря почали залучати до першої команди «Ганзи». 
Влітку 2013 року Мюллер перейшов до «Штутгарта», з яким підписав дворічний контракт. Але зіграти в основі „швабів“ воротар так і не зумів. Один сезон він провів у другій команді у Лізі 3, а сезон 2014/15 на правах оренди грав у клубі «Енергі». Після завершення оренди Мюллер повернувся до «Штутгарта» і влітку 2015 року перейшов до клубу Другої Бундесліги «Гайденгайм».
Сезон 2019/20 «Гайденгайм» завершив на третьому місці, але в перехідних іграх поступився «Вердеру». У сезоні 2022/23 Мюллер разом з клубом виграв турнір Другої Бундесліги та виборов підвищення до Бундесліги.

### Збірна
Кевін Мюллер виступав у складі юнацької збірної Німеччини (U-20).

## Досягнення
Гайденгайм
- Переможець Другої Бундесліги: 2022/23